# Sanguijuelas (Michoacán)
Sanguijuelas es una localidad del estado mexicano de Michoacán. Es parte del municipio de Puruándiro.

## Demografía
| Gráfica de evolución demográfica |
|                                  |

| Censo | Población |
| ----- | --------- |
| 1900  | 548       |
| 1910  | 325       |
| 1921  | 346       |
| 1930  | 284       |
| 1940  | 401       |
| 1950  | 355       |
| 1960  | 318       |
| 1970  | —         |
| 1980  | 430       |
| 1990  | 665       |
| 2000  | 646       |
| 2010  | 773       |
| 2020  | 1085      |